# Perverse triade
Perverse triade geeft een bondgenootschap weer dat in een gezins- of schoolsituatie kan ontstaan. De theorie werd in 1967 bedacht door Jay Haley, therapeut.
De perverse triade omvat drie karakteristieken:
1. Er zijn drie personen of groepen waarvan twee tot eenzelfde hogere hiërarchie behoren. Voorbeelden zijn:
  1. Een verschil in generatie waarbij één persoon behoort tot een jongere generatie. Dat kunnen bijvoorbeeld de twee ouders en het kind zijn;
  2. Een verschil in positie, zoals twee opvoeders/leerkrachten tegenover een leerling, of leden van de schoolleiding tegenover een leerkracht, of de leerkracht en de ouders samen tegenover de leerling, enz.
2. Iemand van de hogere hiërarchie gaat een coalitie aan met iemand van de lagere hiërarchie, waarbij de samenwerking in de hogere hiërarchie doorbroken wordt. Met 'coalitie' wordt bedoeld; gezamenlijke activiteiten die tegen een derde gericht zijn.
3. De coalitie tussen de twee personen of groepen uit een verschillende hiërarchie wordt ontkend. Dat wil zeggen dat gedrag dat duidt op een coalitie, indien aan de kaak gesteld, niet als zodanig wordt erkend. (Mensen vallen elkaar af).

Een perverse triade resulteert in onduidelijkheid. Wanneer de hogere hiërarchie het niet met elkaar eens is, worden er vaak tegenstrijdige signalen afgegeven naar de lagere hiërarchie. Deze signalen kunnen zijn dat:
1. Verschillende personen in de hogere hiërarchie leggen verschillende regels op; daardoor zijn de regels niet eenduidig;
2. Verschillende personen in de hogere hiërarchie zijn het niet eens met elkaar;

De persoon in de lagere hiërarchie, vaak een leerling of een kind zal proberen een wig te drijven tussen de hogere hiërarchie. Zo zal de leerling proberen om aan taken/sancties of andere door voor hem ongewenste situaties te ontsnappen.
Om problemen te voorkomen dient er eenduidig pedagogisch of agogisch beleid gevoerd te worden, dat gedragen wordt door alle leden van de hogere hiërarchie. Een goed overleg tussen de schoolleiding, leerkrachten, opvoeders en ouders is hiervoor onontbeerlijk zodat de regels eenduidig aan de leerling overgedragen wordt.